# اونغ كيم سوي
اونغ كيم سوي (11 ديسمبر 1970 بملقا في ماليزيا - ) هو مدرب كرة قدم ولاعب كرة قدم ماليزي في مركز الوسط. شارك مع منتخب ماليزيا تحت 23 سنة لكرة القدم ومنتخب ماليزيا لكرة القدم. أما مع النوادي، فقد لعب مع نادي ملقا يونايتد ونادي صباح وSarawak FA State Football Team ‏.

## وصلات خارجية
- اونغ كيم سوي على موقع الاتحاد الدولي (مؤرشف)  (الإنجليزية)
- اونغ كيم سوي على موقع قاعدة بيانات كرة القدم.إي يو (الإنجليزية)